# Myoxanthus lonchophyllus
Myoxanthus lonchophyllus é uma espécie de orquídea (Orchidaceae) originária do Brasil.